# MV Savarona
«Savarona» — президентская яхта Турции. На момент постройки в 1931 году являлась крупнейшей яхтой мира. По состоянию на 2021 год корабль всё ещё находится в эксплуатации.[уточнить]

## История
Savarona была построена компанией «Blohm & Voss» по заказу архитектора Джона Рёблинга. Он купил морское судно для своей внучки Эмили. Судно стало третьей в ряду яхт с таким названием. Яхта обошлась заказчику в 4 млн. долларов.
Яхта была способна развивать скорость до 21 узла. 11 водонепроницаемых переборок  обеспечивали «Савароне» безопасность в плаваниях.
В огромном стальном корпусе располагались 12 просторных купе, каждое с ванной и душевой. Каюта Эмили была настолько большой, что она называла её «мои апартаменты». Но гигантские размеры судна имели свой минус, так как значительная осадка яхты составила 6 метров, то она могла заходить только в главные коммерческие порты. Во время визитов «Саварона» обычно оставалась на рейде, а её пассажиры добирались до берега на вспомогательных плавсредствах.
В 1938 году владелица за 1 миллион долларов продала яхту турецкому правительству. Чиновники приобрели судно для основателя республики Мустафы Кемаля Ататюрка с целью проведения на борту заседаний правительства и приёма лидеров иностранных государств.
В эксплуатации лидера Турции яхта «Savarona» находилась недолго — через шесть недель после покупки Мустафа Ататюрк скончался.
После этого судно было передано ВМФ Турции и до 1945 года простояло в порту. Затем использовалось в качестве учебного корабля.
После сильного пожара в 1979 году «Саварону», уже называвшуюся Gunes Dil («Великая дама»), принялся восстанавливать турецкий бизнесмен Кахраман Садык-оглы, арендовав яхту на 49 лет.
Яхта получила дизель-электрические моторы. Для именитых гостей создавались идеальные условия во время круизов — 17 просторных кают-люкс, тренажёрные залы, медицинский центр, турецкая баня — хаммам и все виды водных развлечений, включая виндсерфинг, водные лыжи, гидроциклы, дайвинг. В память о президенте Ататюрке его каюта превращена в мемориальный музей. Летом яхта совершает круизы по Средиземному морю. «Саварона» удостоена награды 2012 года для мировых элитных яхт.